# Andrzej Rutowski
Andrzej Rutowski (ur. 19 września 1886 w Grudnej, zm. wiosną 1940 w Katyniu) – porucznik artylerii Wojska Polskiego. Ofiara zbrodni katyńskiej, ofiara zbrodni katyńskiej.

## Życiorys
Był synem Jadwigi i Tadeusza Rutowskiego, prezydenta Lwowa. Studiował na Politechnice Lwowskiej, kończąc osiem semestrów. 
W czasie I wojny światowej służył w II Brygadzie Legionów Polskich. Był ogniomistrzem w 3 baterii artylerii. 29 września 1914 został mianowany chorążym. W listopadzie 1914 roku podczas walk pod Jesieniowem dostał się do rosyjskiej niewoli, z której został odbity. 10 maja 1915 roku pod Bałamutówką ponownie dostał się do rosyjskiej niewoli. Służył wówczas w 4 baterii.
W Wojsku Polskim mianowany porucznikiem ze starszeństwem z dniem 1 czerwca 1919 roku w korpusie oficerów artylerii. Brał udział w wojnie polsko-bolszewickiej w szeregach 205 pułku artylerii polowej. Pełnił służbę w 4 pułku artylerii ciężkiej stacjonującym w Łodzi. W 1925 roku został przeniesiony w stan spoczynku. W 1934 roku pozostawał w ewidencji Powiatowej Komendy Uzupełnień Lwów Miasto. Posiadał przydział do Oficerskiej Kadry Okręgowej Nr VI. Był wówczas w grupie oficerów „po ukończeniu 40 roku życia”.
Po wybuchu II wojny światowej 1939, kampanii wrześniowej i agresji ZSRR na Polskę z 17 września 1939, został aresztowany przez Sowietów. Był przetrzymywany w obozie w Kozielsku. Wiosną 1940 został przetransportowany do Katynia i rozstrzelany przez funkcjonariuszy Obwodowego Zarządu NKWD w Smoleńsku oraz pracowników NKWD przybyłych z Moskwy na mocy decyzji Biura Politycznego KC WKP(b) z 5 marca 1940. Został pochowany na terenie obecnego Polskiego Cmentarza Wojennego w Katyniu, gdzie w 1943 jego ciało zidentyfikowano podczas ekshumacji prowadzonych przez Niemców pod numerem 953, lecz nie ustalono wówczas jego stopnia. 

## Upamiętnienie
5 października 2007 roku Minister Obrony Narodowej awansował go pośmiertnie do stopnia kapitana. Awans został ogłoszony 9 listopada 2007 w Warszawie, w trakcie uroczystości „Katyń Pamiętamy – Uczcijmy Pamięć Bohaterów”.

## Ordery i odznaczenia
- Krzyż Niepodległości – 24 października 1931 „za pracę w dziele odzyskania niepodległości”[7]
- Krzyż Walecznych